# Wyprawa na Księżyc 3D
Wyprawa na Księżyc 3D (oryg. Fly Me To The Moon, 2008) – amerykańsko-belgijski film animowany.
Bohaterami filmu są trzy małe muszki o imionach Nat, Klucha i Iloraz, które wyruszają w kosmos. Premiera filmu w polskich kinach odbyła się 10 października 2008 roku.